# لوران كاسغران
لوران كَاسْغْرَان (بالفرنسية: Laurent Cassegrain،
نطق فرنسي: [loʁɑ̃ kasgʁɛ̃]
، ق. 1629 - 1 سبتمبر 1693) كان قسًا كاثوليكيًا معروفًا باعتباره المخترع المحتمل لعاكس كاسغران، وهو عنصر يدخل في تصميم مقراب عاكس ذو مرآتين مطويتين.

## روابط خارجية
- صفحة الويب Chaudon عن لوران كاسغران (بالفرنسية)